# Fußball-Europameisterschaft 1988/Statistik
Dieser Artikel gibt einen Überblick über die Rekorde und Statistiken zur Fußball-Europameisterschaft 1988.

## Abschlusstabelle EM 1988
| Rang | Mannschaft     | Spiele | Siege | Unentschieden | Niederlagen | Tore | Tordifferenz | Punkte |
| ---- | -------------- | ------ | ----- | ------------- | ----------- | ---- | ------------ | ------ |
| 1    | Niederlande    | 5      | 4     | 0             | 1           | 8:3  | +5           | 8:2    |
| 2    | Sowjetunion    | 5      | 3     | 1             | 1           | 7:4  | +3           | 7:3    |
| 3    | BR Deutschland | 4      | 2     | 1             | 1           | 6:3  | +3           | 5:3    |
| 4    | Italien        | 4      | 2     | 1             | 1           | 4:3  | +1           | 5:3    |
| 5    | Irland         | 3      | 1     | 1             | 1           | 2:2  | ±0           | 3:3    |
| 6    | Spanien        | 3      | 1     | 0             | 2           | 3:5  | −2           | 2:4    |
| 7    | Dänemark       | 3      | 0     | 0             | 3           | 2:7  | −5           | 0:6    |
|      | England        | 3      | 0     | 0             | 3           | 2:7  | −5           | 0:6    |

Anmerkung: Entscheidend für die Reihenfolge ist die erreichte Runde (Sieger, Finalist, Halbfinale, Gruppenphase).

## Spieler
- Ältester Spieler: Morten Olsen (Dänemark) mit 38 Jahren und 308 Tagen (3 Einsätze)
- Jüngster Spieler: Paolo Maldini (Italien) mit 19 Jahren und 350 Tagen (4 Einsätze)

## Torschützen
- Erster Torschütze: Roberto Mancini (Italien) im Eröffnungsspiel gegen Gastgeber Deutschland
- Jüngster Torschütze: Flemming Povlsen (Dänemark) mit 21 Jahren und 191 Tagen
- Ältester Torschütze: Alessandro Altobelli (Italien) mit 32 Jahren und 202 Tagen
- Schnellster Torschütze: Sergej Alejnikow  (UdSSR) nach 2:07 Minuten des Gruppenspiels gegen England – damals schnellstes Tor der EM-Geschichte, mittlerweile viertschnellstes Tor.

## Torschützenliste
| Rang | Spieler              | Tore |
| ---- | -------------------- | ---- |
| 1    | Marco van Basten     | 5    |
| 2    | Oleh Protassow       | 2    |
|      | Rudi Völler          | 2    |
| 4    | Tony Adams           | 1    |
|      | Sergej Aleinikow     | 1    |
|      | Alessandro Altobelli | 1    |
|      | Andreas Brehme       | 1    |
|      | Emilio Butragueño    | 1    |
|      | Luigi De Agostini    | 1    |
|      | Rafael Gordillo      | 1    |
|      | Ruud Gullit          | 1    |
|      | Ray Houghton         | 1    |
|      | Wim Kieft            | 1    |
|      | Jürgen Klinsmann     | 1    |

| Rang | Spieler                 | Tore |
| ---- | ----------------------- | ---- |
| 4    | Ronald Koeman           | 1    |
|      | Michael Laudrup         | 1    |
|      | Hennadij Lytowtschenko  | 1    |
|      | Roberto Mancini         | 1    |
|      | Lothar Matthäus         | 1    |
|      | Michel                  | 1    |
|      | Alexej Michailitschenko | 1    |
|      | Wiktor Passulko         | 1    |
|      | Flemming Povlsen        | 1    |
|      | Wassili Raz             | 1    |
|      | Bryan Robson            | 1    |
|      | Olaf Thon               | 1    |
|      | Gianluca Vialli         | 1    |
|      | Ronnie Whelan           | 1    |

Torschützenkönige des gesamten Wettbewerbs wurden gemeinsam mit je 7 Toren der Italiener Alessandro Altobelli, der Belgier Nico Claesen und der Niederländer Marco van Basten.

## Trainer
- Jüngster Trainer: Franz Beckenbauer (Deutschland) mit 42 Jahren und 273 Tagen
- Ältester Trainer: Miguel Muñoz (Spanien) mit 66 Jahren und 150 Tagen – bereits ältester Trainer bei der EM 1984
- Josef Piontek (Deutschland/Dänemark) und Jack Charlton (England/Irland) waren die einzigen Trainer, die bei der Endrunde eine Mannschaft aus einem anderen Land betreuten. Beide trafen mit der von ihnen betreuten Mannschaft auf die Mannschaft ihres Geburtslands.
- Franz Beckenbauer war der erste Trainer bei einer Endrunde, der als Spieler Europameister war.

## Qualifikation
33 der damaligen Mitgliedsverbände, darunter letztmals die DDR, wollten an der EM teilnehmen. Da die Bundesrepublik Deutschland als Gastgeber automatisch qualifiziert war, standen für die übrigen 32 UEFA-Mitglieder noch sieben Plätze zur Verfügung, um die in vier Fünfer- und drei Vierer-Gruppen gespielt wurde. Lediglich die Gruppensieger waren qualifiziert, Von den vorherigen Europameistern konnten sich neben den automatisch qualifizierten Deutschen noch Italien, Spanien und die UdSSR qualifizieren. Titelverteidiger Frankreich scheiterte als Gruppendritter hinter der UdSSR und der DDR und die Tschechoslowakei als Gruppenzweiter an Dänemark. Von den Teilnehmern der letzten EM scheiterten zudem noch Jugoslawien und Rumänien (als Gruppenzweite) sowie Belgien und Portugal (als Gruppendritte). Keine Mannschaft konnte alle Spiele gewinnen. Die meisten Siege gelangen Italien (6, bei 1 Remis und 1 Niederlage) und der Niederlande (6 bei 2 Remis). Albanien verlor als einzige Mannschaft alle Spiele (6). England schoss die meisten Tore (19) und kassierte ebenso wie die Niederlande nur ein Gegentor. Bester Torschütze der Qualifikation war John Bosman (Niederlande) mit 9 Toren. Erstmals konnte sich Irland qualifizieren.

## Fortlaufende Rangliste
| Rang | Mannschaft          | Teilnahmen | Spiele | Siege | Unentschieden | Niederlagen | Tore  | Tordifferenz | Punkte |
| ---- | ------------------- | ---------- | ------ | ----- | ------------- | ----------- | ----- | ------------ | ------ |
| 1    | BR Deutschland (=)  | 5          | 15     | 9     | 4             | 2           | 25:13 | +12          | 22:8   |
| 2    | Sowjetunion ↑3      | 5          | 13     | 7     | 2             | 4           | 17:12 | +5           | 16:10  |
| 3    | Italien ↑1          | 3          | 11     | 4     | 6             | 1           | 9:5   | +4           | 14:8   |
| 4    | Niederlande↑5       | 3          | 10     | 6     | 1             | 3           | 16:12 | +4           | 13:7   |
| 5    | Spanien ↓2          | 4          | 13     | 4     | 4             | 5           | 13:16 | −3           | 12:14  |
| 6    | Frankreich ↓4       | 2          | 7      | 5     | 0             | 2           | 18:11 | +7           | 10:4   |
| 7    | Tschechoslowakei ↓1 | 3          | 8      | 3     | 3             | 2           | 12:10 | +2           | 9:7    |
| 8    | Belgien ↓1          | 3          | 9      | 3     | 2             | 4           | 11:15 | −4           | 8:10   |
| 9    | England ↓1          | 3          | 8      | 2     | 1             | 5           | 7:11  | −4           | 5:11   |
| 10   | Dänemark (=)        | 3          | 9      | 2     | 1             | 6           | 12:17 | −5           | 5:13   |
| 11   | Jugoslawien (=)     | 4          | 10     | 2     | 1             | 7           | 14:26 | −12          | 5:15   |
| 12   | Portugal (=)        | 1          | 4      | 1     | 2             | 1           | 4:4   | ±0           | 4:4    |
| 13   | Irland (N)          | 1          | 3      | 1     | 1             | 1           | 2:2   | ±0           | 3:3    |
| 14   | Ungarn ↓1           | 2          | 4      | 1     | 0             | 3           | 5:6   | −1           | 2:6    |
| 15   | Rumänien ↓1         | 1          | 3      | 0     | 1             | 2           | 2:4   | −2           | 1:5    |
| 16   | Griechenland↓1      | 1          | 3      | 0     | 1             | 2           | 1:4   | −4           | 1:5    |

Anmerkungen: Kursiv gesetzte Mannschaften waren 1988 nicht dabei, fett gesetzte Mannschaft gewann das Turnier. Das 1968 durch Losentscheid entschiedene Halbfinale zwischen Italien und der UdSSR wird in dieser Tabelle als Remis gewertet – ebenso alle in Elfmeterschießen entschiedene Spiele.

## Besonderheiten
- Frankreich konnte sich als bisher letzter Titelverteidiger nicht qualifizieren.
- Die Niederlande konnten als erste und bisher einzige Mannschaft, die ihr erstes Spiel verloren hatte, noch Europameister werden. Das Auftaktspiel verloren sie gegen den späteren Finalgegner UdSSR mit 0:1.
- Für die UdSSR bzw. ihre Nachfolger GUS und Russland begann mit der Finalniederlage die längste Serie (9 Spiele) von Spielen ohne Sieg, die erst am 14. Juni 2008 mit dem Sieg Russlands gegen Titelverteidiger Griechenland endete.
- Als bisher einziger Endrunde, bei der Elfmeterschießen möglich waren, gab es bei dieser EM kein Elfmeterschießen.
- Die meisten Zuschauer pro Spiel: 62.379.[1]
- Der KNVB ist der bisher einzige Verband, der in einem Jahr den Europameister und den Europapokalsieger der Landesmeister (PSV Eindhoven, der fünf Spieler des Europameisters abstellte) stellt.